# Juan Muñoz Martín
Juan Muñoz Martín (Madrid, 13 de mayo de 1929-Madrid, 27 de febrero de 2023) fue un escritor español de literatura infantil y juvenil conocido por haber creado a los emblemáticos personajes de Fray Perico y El pirata Garrapata.

## Biografía
Nacido en Madrid, estudió Filología Francesa y ejerció como profesor de bachillerato.
Debe su fama y éxito a su faceta como autor de literatura infantil. Dentro de su obra podemos destacar dos grandes sagas, la serie protagonizada por Fray Perico, un bondadoso fraile castellano (9 libros publicados entre 1980 y 2005), por cuyo primer libro, Fray Perico y su borrico, obtuvo en 1979 el II "Premio El Barco de Vapor", y la protagonizada por El pirata Garrapata (18 libros publicados entre 1982 y 2021), un incansable viajero que recorre el mundo con su fiera tripulación. De la primera serie se han vendido más de un millón de ejemplares y de la segunda algo más de medio millón.

## Premios
- Premio Doncel de cuento infantil 1966 por Las tres piedras[4]
- Premio Barco de Vapor 1979 por Fray Perico y su borrico[4]
- Tercer Premio Gran Angular de novela juvenil 1984 por El hombre mecánico
- Segundo Accésit de cuento corto Nueva Acrópolis 1984 por Algún día seré
- Premio Cervantes Chico de Literatura Infantil y Juvenil, 1992
- Medalla de Oro al Mérito en las Bellas Artes, 2021

## Homenajes
El pleno del distrito de Tetuán en Madrid, barrio en el que vivió, aprobó dedicarle una plaza.
El 27 de febrero de 2024 Correos emitió un sello, de 1,70 euros, de la serie literatura dedicada al escritor.

## Obras
- Las tres piedras (1967)
- Fray Perico y su borrico (1980)
- El pirata Garrapata (1982)
- El libro de los prodigios (1982)
- Baldomero el pistolero (1988)
- El pirata Garrapata en África (1988)
- Las tres piedras y otros cuentos (1988)
- El feo, el Bobo y el Malo (1989)
- El pirata Garrapata en tierras de Cleopatra (1989)
- El pirata Garrapata va a pie al templo de Abu Simbel (1989)
- Fray Perico en la guerra (1989)
- Las tres carabelas (1990)
- El pirata Garrapata es faraón en tiempos de Tutankamón (1990)
- El oso Fructuoso (1990)
- El pirata Garrapata en China (1991)
- El pirata Garrapata en Pekín y el mandarín Chamuskín (1991)
- Los trece hijos brutos del rey Sisebuto (1991)
- ¿Manué, pero qué pasa en Belén? (1991)
- Alarma en las Ramblas: los casos del comisario Ricart (1992)
- "Propoff". En compañero de sueños (1992)
- Los trece hijos bajitos del rey Sisebuto (1993)
- Ciprianus, gladiador romanus (1993)
- El corsario Macario en la isla de los dinosaurios (1993)
- El corsario Macario y su diplodoco a Nueva York vuelven loco (1994)
- El pirata Garrapata en la ciudad prohibida de Pekín casi pierde el peluquín (1994)
- Fray Perico, Calcetín y el guerrillero Martín (1994)
- El diplodoco Carioco (1994)
- Pepe y la armadura (1994)
- Fray Perico en la paz (1996)
- Nuevas aventuras de fray Perico (1997)
- Fray Perico y Monpetit (1998)
- Baldomero el pistolero y los indios gordinflones (1998)
- Caralampio Pérez (1998)
- El pirata Garrapata en la India (2002)
- El diplodoco carioco (2002)
- Baldomero el pistolero y el sherif Severo (2002)
- Marcelino y Marcelina (2002)
- Fray Perico y la primavera (2003)
- Fray Perico y la Navidad (2003)
- El pirata Garrapata en Japón (2004)
- Fray Perico de la Mancha (2005)
- Cuentos de risa de la tía Felisa (2005)
- A Belén llegan Pilatos, Jesús, Herodes y el gato (2005)
- Viento en popa a toda vela, llegan las tres carabelas (2005)
- Cuentos de humor del tío Nicanor (2006)
- Diez cuentos y pico del abuelo Perico (2006)
- El pequeño emperador y los guerreros de Xi'An (2006)
- El pirata Garrapata en los países subterráneos (2006)
- El pirata Garrapata en Roma (2007)
- El pirata Garrapata en la Luna (2007)
- El pirata Garrapata en el Museo del Prado (2008)
- El pirata Garrapata en América (2008)
- El pirata Garrapata en Chichén Itzá (2009)
- El comisario Nazario: el caso del diamante gigante (2011)
- Las tres piedras y otros cuentos (2012)
- El pirata Garrapata en Marte (2021)

### Serie de Fray Perico
1. Fray Perico y su borrico (1980, SM)
2. Fray Perico en la guerra (1989, SM)
3. Fray Perico, Calcetín y el guerrillero Martín (1994, SM)
4. Fray Perico en la paz (1996, SM)
5. Nuevas aventuras de fray Perico (1996, Edelvives)
6. Fray Perico y Monpetit (1998, SM)
7. Fray Perico y la primavera (2003, SM)
8. Fray Perico y la Navidad (2003, SM)
9. Fray Perico de la Mancha (2005, SM)

### Serie de El pirata Garrapata
1. El pirata Garrapata (1982, SM)
2. El pirata Garrapata en África (1988, SM)
3. El pirata Garrapata en tierras de Cleopatra (1989, SM)
4. El pirata Garrapata llega a pie al templo de Abu Simbel (1989, SM)
5. El pirata Garrapata es faraón en tiempos de Tutankamón (1990, SM)
6. El pirata Garrapata en China (1991, SM)
7. El pirata Garrapata en Pekín y el mandarín Chamuskín (1991, SM)
8. El pirata Garrapata en la ciudad prohibida de Pekín casi pierde el peluquín (1994, SM)
9. El pirata Garrapata en la India (2002, SM)
10. El pirata Garrapata en Japón (2004, SM)
11. El pirata Garrapata en los países subterráneos (2006, SM)
12. El pirata Garrapata en Roma (2007, SM)
13. El pirata Garrapata en la Luna (2007, SM)
14. El pirata Garrapata en el Museo del Prado (2008, SM)
15. El pirata Garrapata en América (2008, SM)
16. El pirata Garrapata en Chichén Itzá (2009, SM)
17. El pirata Garrapata en Marte (2021, SM)